# Hilda Crozzoli
Hilda Crozzoli (Salzburg, 1900. augusztus 16. – Salzburg, 1972. augusztus 10.) Ausztria egyik első női építésze és mérnöke.

## Korai élet és oktatás
Hilda Johana Crozzoli 1900. augusztus 16-án született Salzburgban, Ausztriában. Édesapja Ambrogio (Ambros) Crozzoli (1870-1925), édesanyja Lucia Antonia Santarossa (1871-1957) volt, akik 1882-ben házasodtak össze. Crozzoli egy észak-olasz friauli építész és építészmester családból származott, akik több generáción keresztül kulcsszerepet játszottak az ausztriai Salzburg fejlődésében. Ambrose Crozolli 1907. február 12-én tette le az állampolgársági esküt saját maga és családja számára, és 1915. január 5-én megkapták a Heimatrecht Salzburg Maxglan körzetében. (A Heimatrecht egy Ausztriában 1849-ben bevezetett, zavartalan tartózkodást és szegénysegélyt biztosító területen való letelepedési jog volt). Édesanyja csak olaszul beszélt, németül soha nem tanult meg.
Hilda hét gyermek közül a negyedik volt, de két idősebb testvére csecsemőkorában meghalt, így öt lánya maradt. Általános és középiskolai tanulmányai után a salzburgi Staatsgewerbeschule (állami kereskedelmi iskola) négyéves építőipari tanfolyamát végezte el, majd 1921-ben letette az érettségi vizsgát, és Ausztria első építésze lett. Ő volt az első női diplomás a Staatsgewerbeschule építőipari tanszékének történetében. Az 1921-es évfolyam ballagási fotóján két tucat fekete öltönyös férfi látható, akik egyenesen a kamerába néznek. Középen egy oldalra fordított nő ül. Hilda Crozzoli képét utólag másolták bele a fényképbe.

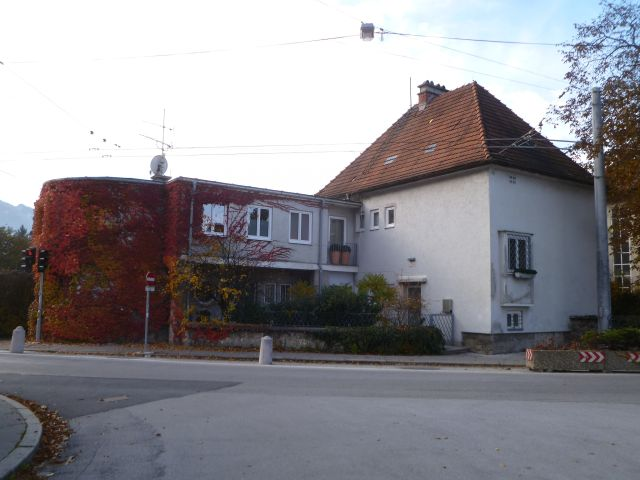
A Crozzoli-Bandian cég irodája a salzburgi Reichenhaller Straße-ban

## Karrier
1917. augusztus 1-jén csatlakozott apja építészeti és építőipari cégéhez, mint tanonc. 1921. március 1. és 1925. augusztus 11. között építőipari technikusként és építésvezetőként dolgozott apja cégénél. Az apja cégén kívül Josef Cwertschek városi építésznek is dolgozott Schneegatternben és Bécsben.

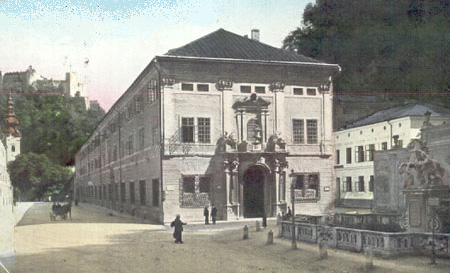
Salzburg Hofstall-Kaserne

Hilda Crozzoli apja cégénél, a P & A Crozzolinál építőipari technikusként a Hofstallkasern nagy lovassági laktanyájának és istállóinak természettudományi múzeummá, a mai Haus der Natur Salzburg épületévé történő átalakításának építésvezetője volt. Ez a város fesztiválnegyedének központjában található.
1926. július 1-jétől a salzburgi Universale Baugesellschaft m. b. H. (Egyetemes Építőipari Vállalat) munkatársa volt.
1927. május 12. és 14. között Klagenfurtban letette a Baumeister (építész és építőmérnök, hagyományos nevén építőmester) vizsgát. Erről széles körben beszámoltak, nem csak a salzburgi média, és a Verein Deutsch Österreichischer Ingenieure (Német Osztrák Mérnökök Egyesülete) is gratulált.
1928-ban Hilda Crozzoli saját lábára állt, és szabadúszó építész és építőmérnök lett. Josef Sindinger 1929-ig volt a partnere, majd Richard Bandian építészmérnökkel dolgozott együtt, akivel később, 1934. február 1-jén kötött házasságot. 1934-ben Hilda Crozzoli és építési vállalkozása a Reichenhallerstraße 19-be (ma Reichenhaller Straße 27) költözött.
65 épületről tudunk, amelyeket a Crozzoli-Bandian cég az ő irányításával épített 1928 és 1966 között. Külön említést érdemel az 1927/28-as években a Fürsorge-Siedlung, az úgynevezett „jóléti telep” létrehozása Schallmoosban, Salzburgh egyik területén.
A második világháború alatt 15 légitámadás pusztította el a város épületeinek 46 százalékát, és a Crozzoli-Bandian vállalat részt vett a háború utáni újjáépítésben.

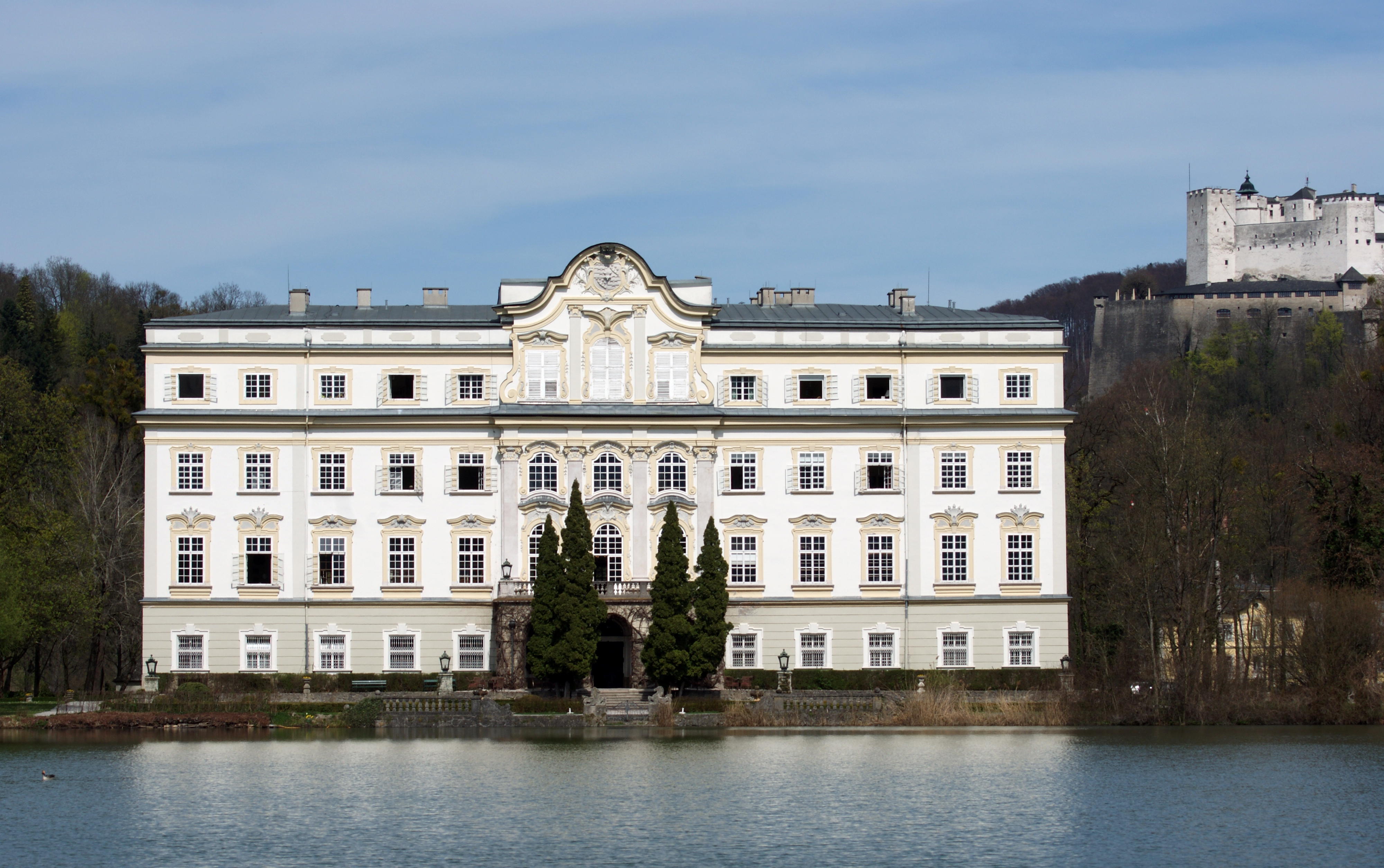
Leopoldskron kastély

Crozzoli 1945-ben helyreállította a háború alatt a nácik által elfoglalt és megszállt Leopoldskron kastélyben keletkezett károkat. Cége újjáépítette és helyreállította a Hotel zum Goldenen Hirschen szállodát (1945/46).
és a Bankhaus Daghofer (1968);

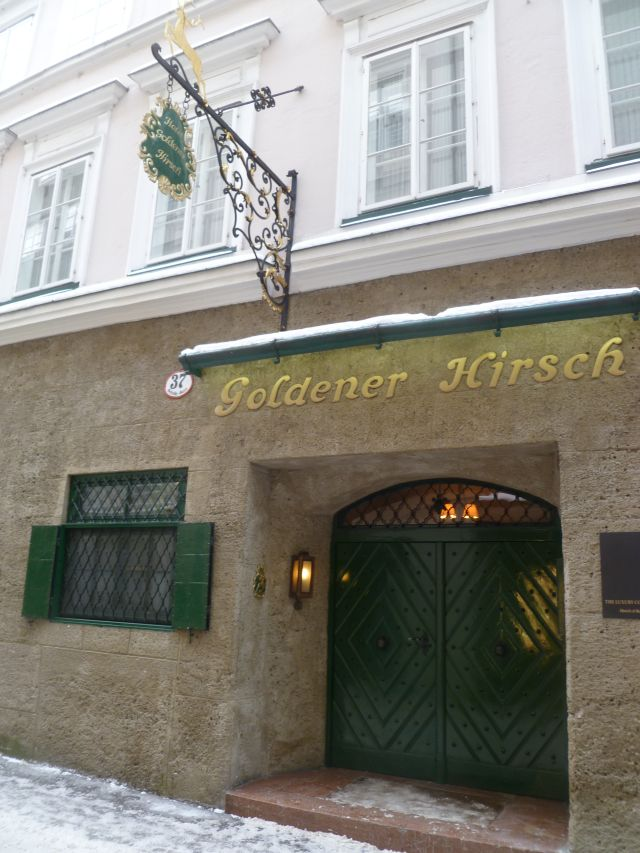
Hotel Goldener Hirsch-Getreidegasse

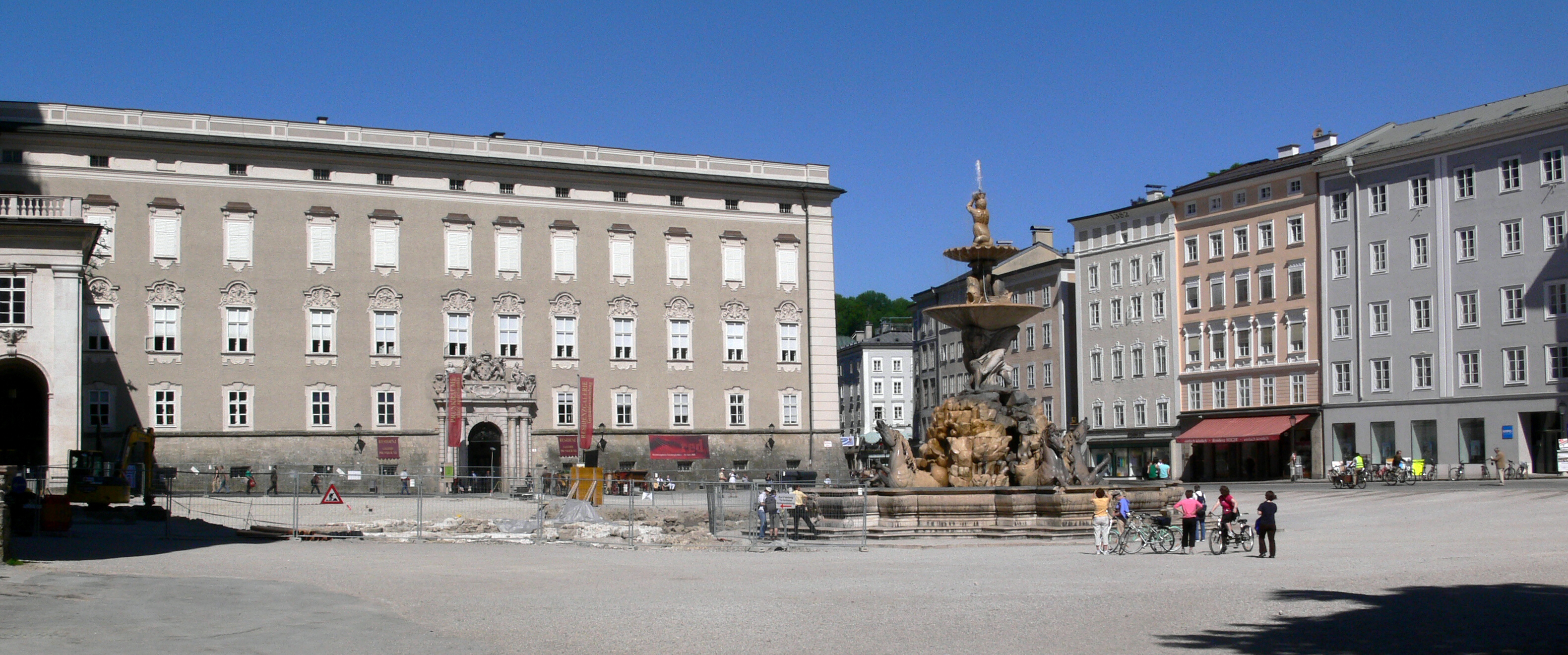
Salzburg Residenzplatz 2008

1965-ben befejezte a salzburgi egyetem rezidenciája Wallistraktesének felújítását is.
Hilda Crozzoli-Bandian 1972. augusztus 10-én halt meg Salzburgban hosszú betegség után. A Maxglani temetőben temették el.

## Örökség
Ma számos épülete fennmaradt és szerepel a salzburgi építészeti túrákon. Crozzoli szerepelt a Frauen machen Sichtbar című 2013-as kiállításon a Künstlerhausban, amely a salzburgi építésznőket ünnepli.

## Díjak
- Kriegsverdienstkreuz II. Klasse (1944. szeptember 1.) (Háborús érdemkereszt)
- Goldener Ehrenring des Salzburger Baugewerbes (1965. március 11.) (A salzburgi építőipar aranygyűrűje)

## Fordítás
Ez a szócikk részben vagy egészben  a   Hilda Crozzoli című angol Wikipédia-szócikk ezen változatának fordításán alapul.  Az eredeti cikk szerkesztőit annak laptörténete sorolja fel. Ez a jelzés csupán a megfogalmazás eredetét és a szerzői jogokat jelzi, nem szolgál a cikkben szereplő információk forrásmegjelöléseként.